# Équation de gravité (économie internationale)
L'équation de gravité est un modèle de la science économique qui prédit le volume d'échanges commerciaux entre deux pays à partir du poids économique de deux pays et la distance physique qui les sépare. L'équation dispose que l’attraction entre deux économies est proportionnelle au produit de leur masse et diminue avec la distance.
Considérée comme empiriquement robuste, elle demeure très utilisée par la profession économique. Il s'agit de la seule équation mathématique à avoir fait la première page du Financial Times.

## Concept
L'économie s'est longtemps inspirée de la science physique. Les économistes de l'école classique, notamment, ont cherché en leur temps à identifier des lois universelles de l'économie comme les physiciens cherchaient à découvrir des lois de la nature. L'influence de la physique s'est perpétuée au sein de la discipline.
Le modèle a été introduit pour la première fois par Walter Isard en 1954, qui a élaboré le concept de « potentiel de revenu » dans le cadre de l'économie internationale, en s'appuyant sur l'idée de gravitation démographique introduite par Stewart en 1941. De même, le travail de Stewart sur le « potentiel de population » en 1947 a eu un impact significatif sur Chauncy Harris, qui, en 1954, a proposé le concept économique de « potentiel de marché ».
Le modele de gravité soutient que le commerce international entre deux pays est d'autant plus fort que ces deux pays ont une économie importante et qu'ils sont proches, et d'autant plus faibles que leur économie est faible et que les pays sont lointains. La formule est la suivante :
{\displaystyle C_{i,j}=G\times {\frac {M_{i}M_{j}}{D_{i,j}}}}
où le volume de commerce {\displaystyle C} entre deux pays {\displaystyle i} et {\displaystyle j} dépend d'une constante ({\displaystyle G}), de la distance entre ces deux pays ({\displaystyle D_{i,j}}) et de l'importance économique de chacun de ces deux pays ({\displaystyle M_{i}} et {\displaystyle M_{j}}). Le poids économique du pays est représenté par le PIB ou PIB par habitant.
Ce modèle a beaucoup été utilisé en économie pour étudier les déterminants du commerce international, comme par exemple la langue, les frontières ou la monnaie. Il a également servi à tester l'efficacité des accords commerciaux régionaux comme l'ALENA, ou des organisations internationales comme l'OMC.

## Justifications théoriques

### Modèle Hecksher-Ohlin-Samuelson
Le modèle Heckscher-Ohlin-Samuelson (HOS) est une des théories majeures du commerce international. Elle se fonde sur la détermination des dotations factorielles de chaque pays, et soutient que les pays fortement dotés dans un facteur relativement aux pays concurrents seront plus enclins à produire des biens fortement intensifs dans ce facteur.
Ce problème souffre toutefois d'une difficulté empirique : ses conclusions ne sont pas toujours vérifiées, et l'observation du réel ne montrent pas les résultats attendus des théories des avantages comparatifs. Cela est notamment mis en lumière par Wassily Leontief, qui a montré que les États-Unis, pays pourtant le plus fortement doté en capital dans le monde, exportent en réalité des produits intensifs en travail. Ce résultat va à l'encontre de la théorie des avantages comparatifs puisque les États-Unis auraient alors dû exporter des biens intensifs en capital. Ce problème est connu sous le nom de paradoxe de Leontief.
Les recherches de Bergstrand en 1989, et de Deardorff en 1998, relient l'équation de gravité au modèle HOS. Bergstrand montre le premier que l'équation de la gravité est compatible avec le système d'équations mis en place par la théorie HOS. Dans un article de 1998 appelé « Les déterminants du commerce bilatéral : l'équation de gravité fonctionne-t-elle dans un monde néoclassique ? », Deardorff appuie les conclusions de Bergstrand et les augmente.

### Théorie de l'évolution des prix
D'autres économistes ont également cherché à estimer l'impact de plusieurs variables en plus de celles contenues dans la forme de base de l'équation de gravité. Parmi celles-là, le niveau des prix et le taux de change ont un impact significatif dans l'équation de gravité et expliquent une partie de la variance que l'équation de base ne pouvait pas expliquer. L'effet du niveau des prix dépendrait de la relation que l'on étudie : si l'on étudie le volume d'exportations, un niveau des prix relativement plus haut dans le pays importateur devrait provoquer une hausse du commerce avec ce pays. Anderson et van Wincoop (2003)  utilisent un système d'équations non-linéaires pour prendre en compte les variations endogènes du niveau des prix liées à la libéralisation commerciale. Une méthode plus simple est de log-linéariser au premier ordre ce système (Baier et Bergstrand, 2009  ou d'utiliser des variables muettes.

### Théorie de la gravité dynamique
Plusieurs auteurs ont, à partir des années 2010, mis en place des modèles de gravité dynamique. Dans un article séminal, Olivero et Yotov (2012) soutiennent qu'un modèle de gravité dynamique fondé sur l'équation de gravité peut être mis en place et être calibré économétriquement pour estimer des valeurs de manière précise.

### Autres liens avec des théories
Une autre théorie, développée tout d'abord par Staffan Linder, explique que le commerce international peut être prédit en agrégeant les préférences des consommateurs dans chaque pays. Des pays ayant ainsi des préférences similaires développeraient alors des industries similaires. Leur production et leur demande étant proches, ces pays échangeraient donc des biens similaires mais différenciés. Par exemple, si deux pays produisent et demandent des voitures, alors ils sont incités à augmenter leurs échanges entre eux. Cependant, ce modèle (connu sous le nom d'hypothèse de Linder n'est pas vraiment vérifié empiriquement. Les résultats sont très variés : certaines études trouvent bien un fort effet de ce genre, et d'autres non. Cela vient également du fait que Linder n'a pas établi de modèle définitif, ce qui poussent les chercheurs à tester plusieurs hypothèses.
Elhanan Helpman et Paul Krugman affirment que les théories basées sur les avantages comparatifs ne permettent pas de prédire les résultats du modèle de gravité. En effet, ce dernier montre que les pays ayant des niveaux de revenus similaires commercent plus entre eux, ce qui prouverait que ce sont leurs similarités qui leur font échanger des biens différenciés. Cela remet donc en cause le modèle HOS. Jeffrey Frankel établit une différence entre les idées de Helpman et Krugman et celles de Linder, mais il est impossible de les séparer clairement puisque Linder n'a pas établi de modèle définitif. Selon Alan Deardoff, le modèle de gravité de base pourrait venir à la fois du modèle HOS et des hypothèses de Helpman et Krugman, bien que cela ne se voit pas directement. Il en conclut qu'étant donné le nombre de théories pouvant être rattachées au modèle de gravité, ce dernier n'est pas un bon outil pour tester empiriquement chaque théorie du commerce international.
Afin de relier la théorie économique et les tests empiriques, James Anderson et Jeffrey Bergstrand ont développé des modèles économétriques basés sur les théories de biens différenciés, qui cherchent à mesurer les gains de la libéralisation commerciale et l'importance qu'ont les mesures tarifaires et non-tarifaires sur le commerce. Une synthèse récente des travaux empiriques basés sur les équations de gravité montre cependant que l'effet de ces mesures sur le commerce n'est pas significatif.
En plus de cette difficulté à relier théorie et résultats empiriques, certains économistes se sont demandé si le commerce intra-industrie ne serait pas causé par un "dumping réciproque" plutôt que par la différenciation des biens. Dans ces modèles, on considère que les pays concernés ont une concurrence imparfaite et une segmentation des marchés de biens homogènes. Cela pousserait les entreprises en situation de concurrence imparfaite à augmenter leur volume de production via l'ouverture à d'autres pays et à échanger des biens qui ne sont pas encore différenciés mais pour lesquels elles n'ont pas d'avantages comparatifs (puisqu'il n'y a pas de spécialisation). Ce modèle est compatible avec l'équation de gravité puisque le commerce dépendrait alors de la taille des pays.
Le modèle de dumping réciproque a été confirmé par quelques tests empiriques, ce qui suggère que les modèles basés sur la spécialisation et sur les biens différenciés ne pourraient pas expliquer totalement l'équation de gravité. Feenstra, Markusen et Rose (2011)  ont montré que le dumping réciproque était pertinent en estimant l'effet de marché intérieur dans différentes équations de gravité pour des biens différenciés et pour des biens homogènes. En effet, selon l'utilisation de biens homogènes ou différenciés, l'effet de marché intérieur allait dans deux directions opposées. Selon les auteurs, cela correspondrait aux prédictions théoriques disant que le dumping réciproque jouait un rôle dans des marchés de biens homogènes.

## Formalisation économétrique
En économétrie, on modifie l'équation à estimer :
{\displaystyle C_{i,j}=G\times {\frac {M_{i}^{\beta _{1}}M_{j}^{\beta _{2}}}{D_{i,j}^{\beta _{3}}}}\eta _{i,j}}
Le volume de commerce {\displaystyle C} entre deux pays {\displaystyle i} et {\displaystyle j} dépend d'une constante ({\displaystyle G}), de la distance entre les deux pays ({\displaystyle D_{i,j}}) et de l'importance économique de chacun de ces deux pays ({\displaystyle M_{i}} et {\displaystyle M_{j}}). {\displaystyle \eta _{i,j}} est le terme d'erreur et devrait être égal à 1.
En général, on passe cette équation en logarithme et on se retrouve alors avec un modèle log-log (la constante {\displaystyle G} est intégrée dans {\displaystyle \beta _{0}}) :
{\displaystyle \ln(C_{i,j})=\beta _{0}+\beta _{1}\ln(M_{i})+\beta _{2}\ln(M_{j})-\beta _{3}\ln(D_{i,j})+\varepsilon _{i,j}}
Cependant, cette approche pose deux grands problèmes. Tout d'abord, on ne peut pas l'utiliser quand certaines observations de {\displaystyle C_{i,j}} sont égales à zéro. Ensuite, Santos Silva et Tenreyro (2006) expliquent qu'estimer l'équation log-linéarisée par l'estimateur des moindres carrés ordinaires (MCO) peut provoquer des biais. Ils proposent donc de mettre cette équation sous une autre forme :
{\displaystyle C_{i,j}=\exp[\beta _{0}+\beta _{1}\ln(M_{i})+\beta _{2}\ln(M_{j})-\beta _{3}\ln(D_{i,j})]\eta _{i,j}}
Un des résultats les plus surprenants des auteurs est que quand on contrôle la variable de la langue commune, alors le fait d'avoir des liens coloniaux ou non n'augmente pas le commerce, et cela malgré le fait qu'en prenant simplement en moyenne les partenaires commerciaux de chaque pays, les liens coloniaux semblent significatifs. Santos Silva et Tereyra (2006) n'ont pas donné d'explications à ces résultats, qu'ils n'ont pas remarqué comme étant intrigants.
Le modèle de gravitation est souvent étendu en incluant des variables en plus, telles que la langue, les barrières tarifaires et non-tarifaires, la proximité, l'accès à la mer, l'histoire coloniale et les régimes de change.

## Vérification empirique
L'équation de gravité a été un succès au niveau empirique. Elle permet effectivement de prédire, avec une certitude élevée, le niveau de commerce bilatéral entre deux pays. Elle a toutefois longtemps été critiquée pour son manque de justification théorique, c'est-à-dire d'une explication du pourquoi du fonctionnement de l'équation. Un article de Costas Arkolakis a toutefois montré que l'on peut trouver des fondations théoriques à cette équation dans diverses théories du commerce international.
Certains économistes ont critiqué l'équation en soutenant qu'elle ne s'appliquait pas, ou mal, aux pays en développement.